# 四至本八郎
四至本 八郎（ししもと はちろう 1891年8月1日 - 1979年10月8日）は、国際ジャーナリスト。
大阪府泉南郡岬町出身。早稲田大学を卒業して渡米し、ロサンゼルスの新聞社に勤務。20年に及ぶ滞米経験を持つアメリカ通として知られた。1931年、渡米した竹久夢二の展覧会開催を助け、絵の売り込みを手配。竹久から大いに感謝される。
1933年、『是でも米国か』『テクノクラシー』『頭脳（ブレーン）トラスト』などの著書を刊行、ベストセラーとなった。近衛文麿内閣がブレーンシステムを組織したのは『頭脳（ブレーン）トラスト』の影響だったといわれており、実際、四至本は近衛のブレーンをつとめた。
1936年、日華事変による日米関係の悪化を修復するため、国民使節として芦田均と渡米。
1938年、商工省の出先機関であるメキシコ貿易斡旋所長として、妻子と共にメキシコに赴任し、日墨貿易の振興に尽力。
1941年、帰国の途上で日米開戦に遭ったため直ちに入国することができなくなり、1ヶ月間太平洋上を彷徨して帰国。このときの体験を記したのが『開戦 太平洋脱出記　鳴門丸の奇蹟的帰還』である。
戦時中は妻子を日本に残したままビルマに渡り、陸軍ビルマ司政官を務めた。
戦後は講和の下交渉を吉田茂から依頼され、ワシントンD.C.に派遣される。帰国後は日米文化学院長を経て、1948年から在米日系人向け新聞『サンフランシスコ日米時事』(Japanese American Daily)の日本支社長を務めた。日本の新聞人とも親しく、特に朝日新聞との関係が深かったといわれる。さらに、財団法人海外日系人協会の創立に貢献し、永らく同協会常務理事（のち顧問）の任にあった。
1979年、老衰のため死去。享年88。
妻の四至本愛子（本名アイ）は母権擁護運動家でコラムニスト。一人息子の大伴昌司は怪獣評論家。

## 著書
- 『ルーズベルトの世界再建論』1933年
- 『是でも米国か』1933年
- 『テクノクラシー』新光社、1933年
- 『頭脳（ブレーン）トラスト』実業之日本社、1933年
- 『日米はどうなるか』1934年
- 『日系市民を語る』1935年
- 『動くジャーナリズム』ダイヤモンド社、1937年
- 『開戦 太平洋脱出記　鳴門丸の奇蹟的帰還』青磁社、1942年